# Las Vegas Ramblers 2022
Questa voce raccoglie le informazioni riguardanti i Las Vegas Ramblers nelle competizioni ufficiali della stagione 2022.

## Stagione
I Las Vegas Ramblers partecipano al loro secondo campionato NVA. Con 9 vittorie e 1 sconfitta, chiudono l'American Conference al primo posto, qualificandosi per i play-off scudetto, dove non concedono neanche un set, sconfiggendo gli LA Blaze, i Texas Tyrants e gli OC Stunners, laureandosi campioni NVA. 

## Organigramma societario
Area direttiva
- Presidente: Vincent Rodriguez
- Vicepresidente: Nick England

Area tecnica
- Allenatore: Miguel Monterola

## Rosa
| N° | Nome              | Ruolo | Data di nascita  | Nazionalità sportiva |
| -- | ----------------- | ----- | ---------------- | -------------------- |
| 0  | Nick England      | S     | 7 gennaio 1992   | Stati Uniti          |
| 1  | Tanner Maxwell    | P     | 3 dicembre 1993  | Stati Uniti          |
| 2  | Jonathan Carlson  | S     | 25 febbraio 1999 | Stati Uniti          |
| 3  | Max Osmundson     | S     | 3 agosto 1996    | Stati Uniti          |
| 4  | Michael Keegan    | P     | 25 aprile 1997   | Stati Uniti          |
| 5  | Antwain Aguillard | C     | 22 agosto 1989   | Stati Uniti          |
| 7  | Ryan Manoogian    | L     | 26 novembre 1992 | Stati Uniti          |
| 8  | Ryan Schickling   | S     | 24 gennaio 1996  | Stati Uniti          |
| 9  | Brandon Rattray   | S     | 22 marzo 1998    | Stati Uniti          |
| 10 | Steven Duhoux     | P     | 19 gennaio 1995  | Stati Uniti          |
| 12 | Quinn Peterson    | O     | 7 ottobre 1996   | Stati Uniti          |
| 14 | Ryan Mather       | O     | 14 gennaio 1993  | Stati Uniti          |
| 15 | Spencer Andrews   | P     | 30 luglio 1996   | Stati Uniti          |
| 16 | Jordan Hoppe      | S     | 16 aprile 1997   | Stati Uniti          |
| 17 | Matthew Knigge    | C     | 2 giugno 1996    | Stati Uniti          |
| 18 | Kévin Vaz         | C     | 19 febbraio 1994 | Francia              |
| 20 | Daniel Matheney   | C     | 12 maggio 2000   | Stati Uniti          |
| 22 | Johl Awerkamp     | O     | 29 marzo 1991    | Stati Uniti          |
| 24 | Mark Lane         | C     | 12 aprile 1989   | Stati Uniti          |
| 32 | Josh Duarte       | C     | 31 dicembre 1991 | Stati Uniti          |
| 77 | Antonio Boucher   | S     | 6 ottobre 1991   | Stati Uniti          |

## Statistiche

### Statistiche di squadra
| Competizione | Punti | In casa | In casa | In casa | In trasferta | In trasferta | In trasferta | Totale | Totale | Totale |
| Competizione | Punti | G       | V       | P       | G            | V            | P            | G      | V      | P      |
| ------------ | ----- | ------- | ------- | ------- | ------------ | ------------ | ------------ | ------ | ------ | ------ |
| NVA          | 26    | 0       | 0       | 0       | 0            | 0            | 0            | 13     | 12     | 1      |
| Totale       | -     | 0       | 0       | 0       | 0            | 0            | 0            | 13     | 12     | 1      |

G = partite giocate; V = partite vinte; P = partite perse

### Statistiche dei giocatori
| Giocatore     | NVA | NVA | NVA | NVA | NVA | Totale | Totale | Totale | Totale | Totale |
| Giocatore     | P   | PT  | AV  | MV  | BV  | P      | PT     | AV     | MV     | BV     |
| ------------- | --- | --- | --- | --- | --- | ------ | ------ | ------ | ------ | ------ |
| A. Aguillard  | ?   | 26  | 16  | 8   | 2   | ?      | 26     | 16     | 8      | 2      |
| S. Andrews    | ?   | 3   | 1   | 2   | 0   | ?      | 3      | 1      | 2      | 0      |
| J. Awerkamp   | ?   | 41  | 34  | 3   | 4   | ?      | 41     | 34     | 3      | 4      |
| A. Boucher    | ?   | 0   | 0   | 0   | 0   | ?      | 0      | 0      | 0      | 0      |
| J. Carlson    | ?   | 52  | 47  | 2   | 3   | ?      | 52     | 47     | 2      | 3      |
| J. Duarte     | ?   | 47  | 35  | 11  | 1   | ?      | 47     | 35     | 11     | 1      |
| S. Duhoux     | ?   | ?   | ?   | ?   | ?   | ?      | ?      | ?      | ?      | ?      |
| N. England    | ?   | 36  | 28  | 4   | 4   | ?      | 36     | 28     | 4      | 4      |
| J. Hoppe      | ?   | 123 | 95  | 5   | 23  | ?      | 123    | 95     | 5      | 23     |
| M. Keegan     | ?   | 37  | 12  | 12  | 13  | ?      | 37     | 12     | 12     | 13     |
| M. Knigge     | ?   | 94  | 76  | 15  | 3   | ?      | 94     | 76     | 15     | 3      |
| M. Lane       | ?   | 0   | 0   | 0   | 0   | ?      | 0      | 0      | 0      | 0      |
| R. Manoogian  | ?   | 1   | 1   | 0   | 0   | ?      | 1      | 1      | 0      | 0      |
| D. Matheney   | ?   | 0   | 0   | 0   | 0   | ?      | 0      | 0      | 0      | 0      |
| R. Mather     | ?   | 128 | 110 | 10  | 8   | ?      | 128    | 110    | 10     | 8      |
| T. Maxwell    | ?   | 0   | 0   | 0   | 0   | ?      | 0      | 0      | 0      | 0      |
| M. Osmundson  | ?   | 1   | 1   | 0   | 0   | ?      | 1      | 1      | 0      | 0      |
| Q. Peterson   | ?   | 2   | 2   | 0   | 0   | ?      | 2      | 2      | 0      | 0      |
| B. Rattray    | ?   | 160 | 136 | 9   | 15  | ?      | 160    | 136    | 9      | 15     |
| R. Schickling | ?   | 10  | 8   | 1   | 1   | ?      | 10     | 8      | 1      | 1      |
| K. Vaz        | ?   | 37  | 18  | 11  | 8   | ?      | 37     | 18     | 11     | 8      |

P = presenze; PT = punti totali; AV = attacchi vincenti; MV = muri vincenti; BV = battute vincenti